# Jelovec, Sodražica
Jelovec este o localitate din comuna Sodražica, Slovenia, cu o populație de 47 de locuitori.